# Афьонкарахисар
Афьонкарахисар или Афьон-Карахисар (тур. Afyonkarahisar) — город и район в западной Турции, административный центр ила Афьонкарахисар. Население — 128516 человек (2000, перепись).

## История города

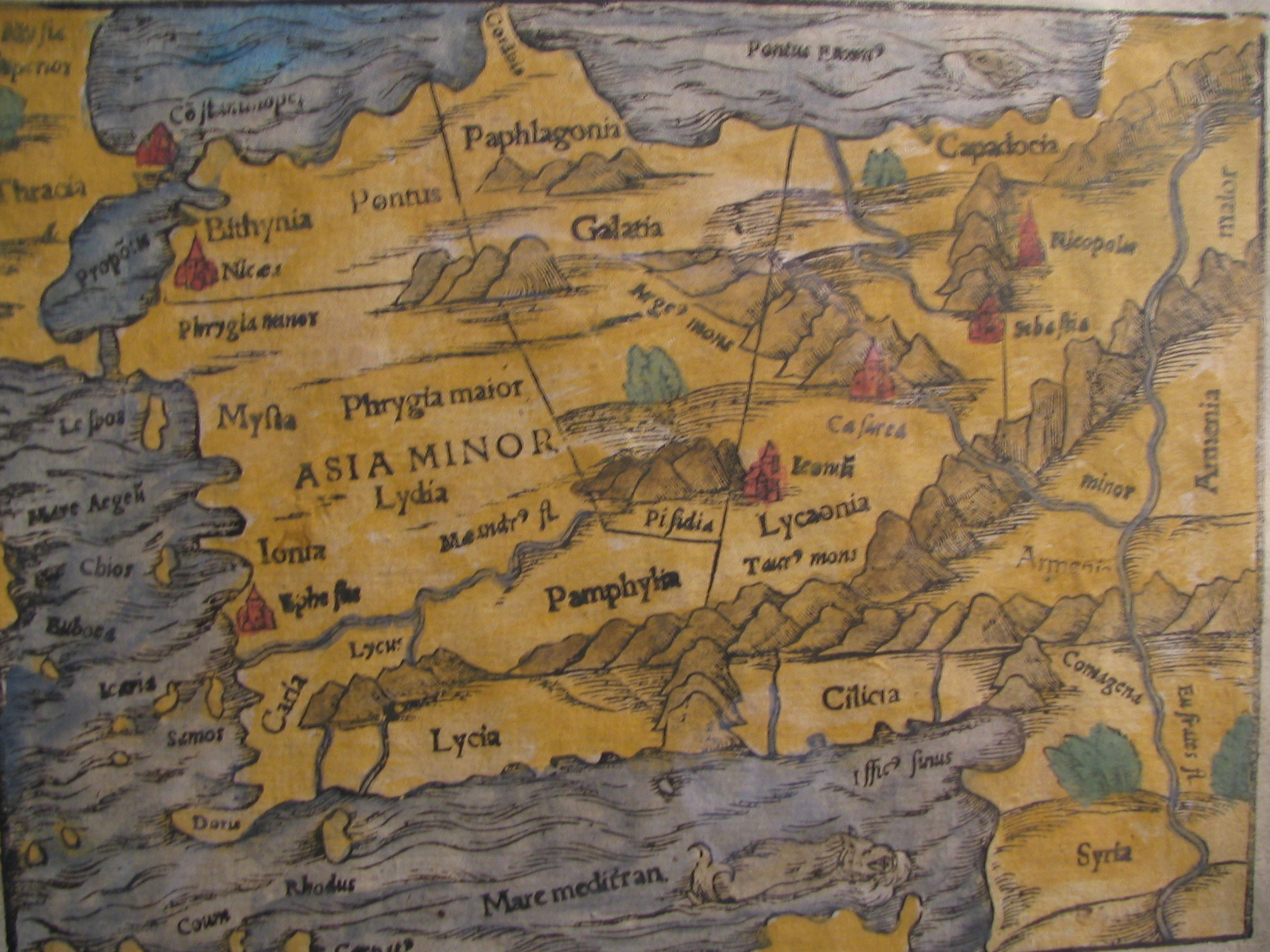
Малая Азия в XV веке

Первое упоминание о нём относится к временам существования хеттского царства Арцава (середина II тыс. до н. э.). Позже город входил в состав Фригии, Лидии, был под властью преемников Александра Македонского, римлян и византийцев. В эти времена город имел название Акроин. В 739 г. здесь была уничтожена византийцами под личным предводительством царя Льва Исавра и его сына Константина одна из вторгшихся арабских армий. В начале XIII века оказался в составе Конийского султаната. В здешней крепости сельджукские султаны хранили свою казну, и потому город получил имя «Хисар-и Девле» (Государева замка). От правителей Гермияна город перешёл к османским властям, которые первоначально называли его «Карахисар-и Сахиб» (Город Чёрной крепости), имея в виду сельджукскую крепость из чёрного камня, возвышающуюся над городом на 235 метров.
В 1912 году здесь проживали турки — 75 406 чел., армяне — 4812 чел., греки — 1200 чел.
В 1921 году здесь состоялось одно из сражений греко-турецкой войны.

## Название города
Своё новое название — Афьон (по-турецки — опиум) город получил потому, что в его окрестностях выращивают опийный мак, необходимый для приготовления лечебных препаратов.

## Достопримечательности
Афьонкарахисарский археологический музей (тур. Afyonkarahisar Arkeoloji Müzesi), также известный как Афьонский музей (тур. Afyon Müzesi), — археологический музей, в котором представлено большое количество артефактов, относящихся к различным эпохам: медному и бронзовому веку, цивилизациям хеттов, фригийцев, Древней Греции и Византийской империи.

## Города-побратимы
- Туркестан, Казахстан[10]